# Einzel-Assessment
Ein Einzel-Assessment(-Center) (englisch assessment ‚Beurteilung‘) ist eine Form des Assessment-Centers mit dem prägenden Merkmal, sich auf eine einzelne zu beurteilende Person beschränken und nicht auf eine Anzahl von mehreren Teilnehmern. Das Einzel-Assessment ist eine Reaktion auf methodische Mängel klassischer Gruppen-Assessments. Es ist ein Mittel der Organisation, mit der Informationen über die Fähigkeiten und Eigenschaften von jeweils einem Bewerber oder Mitarbeiter, über verschiedene eignungsdiagnostische Verfahren hinweg, erfasst werden, um Entscheidungen über die berufliche Eignung, eine Einstellung oder berufliche Weiterentwicklung abzusichern. Dazu durchlaufen Teilnehmer mehrere Individualverfahren (zum Beispiel Rollenspiele oder Präsentationsaufgaben, ein Multimodales Interview, tätigkeitsbezogene Simulationen, psychologische Testverfahren und weitere Methoden), die von einem oder mehreren Assessoren bewertet werden.
Der zeitliche Aufwand eines Einzel-Assessments liegt je nach Anwendungszweck und diagnostischer Breite zwischen wenigen Stunden bis zu mehreren Tagen (z. B. bei der Pilotenauswahl oder Diagnostik in Sicherheitsbereichen). Einzel-Assessments können für verschiedenste Zielgruppen verwendet werden. Dazu gehören Führungspositionen, Mitarbeiter aller Ebenen und Funktionen, Studierende und Auszubildende. Auch für gewerblich-technische Berufsgruppen werden Einzel-Assessments zur Beurteilung und Förderung beruflicher Leistung durchgeführt.

## Funktionen
Das Ziel der Organisation ist es, durch das Einzel-Assessment möglichst umfangreiche und belastbare Informationen über berufsrelevante Eigenschaften und Fähigkeiten der Teilnehmer zu erhalten. Dabei kann das Einzel-Assessment folgende Funktionen erfüllen:
- Eignungsprüfung für eine berufliche Zielposition oder Laufbahn (für interne und externe Kandidaten) mit dem Ziel der Einstellungsempfehlung oder Laufbahnempfehlung
- Potenzialermittlung hinsichtlich bestimmter beruflicher Anforderungen an eine Zielposition oder Laufbahn mit dem Ziel der Entwicklungsempfehlung
- Identifizierung von Entwicklungsfeldern von Mitarbeitern mit dem Ziel einer Entwicklungsempfehlung für eine bestehende Position
- Berufsprofiling zur Identifizierung potenzieller Karrierewege
- Unterstützung personalwirtschaftlicher Einzelentscheidungen bei organisationalen Change- oder Freisetzungsprozessen

## Abgrenzung und Bedeutung
- Wahrnehmungseffekte & Anonymität: Im Unterschied zum Gruppen-Assessment bzw. zum klassischen Assessment-Center, wird im Einzel-Assessment jeweils nur eine Person gleichzeitig getestet. Gruppenverfahren, also Übungen, bei denen mehrere oder alle Kandidaten gleichzeitig teilnehmen und direkt miteinander interagieren, kommen im Einzel-Assessment nicht vor. Beobachtereffekte, wie der Halo-Effekt oder Kontrasteffekte, die sich aus der zufälligen Zusammenstellung oder Reihenfolge von Bewerbern für ein Gruppen-Assessment-Center ergeben, werden dadurch ausgeschlossen. Beispielsweise wird ein Teilnehmer bei einem Einzel-Assessment nicht aufgrund einer sehr guten Gruppenleistung überbewertet oder aufgrund einer sehr schlechten Gruppenleistung unterbewertet; auch Kontrasteffekte im Sinne des Hervorstechens eines insgesamt nur mittelgeeigneten Teilnehmers im Vergleich zu einer sehr leistungsschwachen Teilnehmergruppe werden durch das Einzel-Assessment vermieden. Zusätzlich treten keine gruppenbedingten Erleichterungen für die Teilnehmer auf. Beispielsweise können Teilnehmer, die Verständnisschwierigkeiten hinsichtlich des Materials oder der Aufgaben haben, dies nicht dadurch kompensieren, dass sie sich an anderen Teilnehmern orientieren und von diesen profitieren. Auch unerwünschte Verhaltenseinflüsse durch eine durch den Teilnehmer wahrgenommene Konkurrenz bleiben aus. Dadurch begünstigt sich im Einzel-Assessment die Offenheit der Teilnehmer. Im Vergleich zum Gruppen-Assessment, in dem andere Teilnehmer ggf. mithören, ist die Bereitschaft im Einzel-Assessment, offen mit seinen eigenen Entwicklungsbedarfen umzugehen und auch Schwächen anzusprechen, höher. In diesem Kontext zeigt sich auch der Vorteil von Einzel-Assessments bezüglich der wahrgenommenen Anonymität der Teilnehmer gegenüber anderen Kandidaten. Wenn beispielsweise mehrere interne Bewerber für eine Position in Frage kommen, haben diese im Format Einzel-Assessment keine Berührungspunkte miteinander. Auch für Personen, die einen Positionswechsel oder Firmenwechsel möglichst geheim halten wollen, kämen klassische Assessment-Center nicht in Frage, während im Einzel-Assessment gerade dieser Wunsch nach Privatsphäre erfüllt werden kann. Insgesamt gibt es beim Einzel-Assessment also weniger Einflussfaktoren hinsichtlich Beobachtungsfehlern und es ist für die Teilnehmer fairer, da es an individueller statt an Gruppenleistung orientiert ist. Zudem ist der angenehmer und anonymer für den Teilnehmer.

- Messung von Interaktionsverhalten: Die Messung von Merkmalsbereichen, die sich auf soziale Kompetenzen, Interaktion eines Teilnehmers mit Gruppen oder das Verhalten bei Präsentation und freier Rede vor mehreren Personen beziehen, ist nicht an die Methode der Gruppenassessments gebunden. Auch im Einzel-Assessment werden Interaktionsaufgaben eingesetzt, die beispielsweise Auskunft über die soziale Kompetenz geben. Allerdings werden dafür anstelle von anderen Teilnehmern Rollenspieler eingesetzt, die standardisiert interagieren und mithin eine größere Kontrolle situativer Einflussfaktoren erlauben, als bei einer ungesteuerten Gruppeninteraktion mit zufällig ausgewählten Teilnehmern. Aufgrund dieser kontrollierten Randbedingungen können diese Merkmalsbereiche messgenauer erhoben werden.

- Praktikabilität: Hinsichtlich der Praktikabilität ist das Einzel-Assessment im Vergleich zum klassischen (Gruppen-)Assessment-Center sehr flexibel, das bei geringen Bewerberzahlen nicht auf das Zustandekommen einer Assessment-Gruppe gewartet werden muss und damit die Gefahr des Abspringens geeigneter Bewerber im Zeitablauf vermieden wird.  Einzel-Assessments können jedoch auch für größere Gruppen, die zum gleichen Zeitpunkt geprüft werden sollen, genutzt werden, um sowohl die diagnostischen Vorzüge der Einzeldiagnostik als auch die Effizienzvorteile einer Organisation mit mehreren Teilnehmern in kurzer Zeit zu nutzen. Dabei ist der zeitliche Aufwand von mehreren parallel stattfindenden Einzel-Assessments je nach Durchführungsplanung vergleichbar mit klassischen Assessment-Centern. Auch die räumlichen, personellen und koordinativen Aufwendungen (z. B. Koordination eines Einzel-Termins statt einer Gruppenzusammenkunft) birgt erhebliche organisatorische Vorteile. Beispielsweise kann es bei Gruppen-Assessments dazu kommen, dass Eigenschaften von einzelnen Teilnehmern in Gruppendiskussionen nicht zufriedenstellend erfasst werden, sodass mitunter zusätzlicher Aufwand, wie beispielsweise ein gesondertes Anschlussinterview, betrieben wird. Eine derartige Situation kann durch die Wahl eines Einzel-Assessments vermieden werden. Auch hinsichtlich der eingesetzten Anzahl der Beobachter gibt es keine großen Unterschiede, denn wenn in Gruppenverfahren gleichzeitig mehrere Teilnehmer beobachtet werden müssen, werden ebenfalls mehrere Beobachter eingesetzt. Auch für die Anzahl der benötigten Räumlichkeiten gibt es keine großen Unterschiede, da auch bei klassischen Gruppen-Assessment-Centern Einzelverfahren durchgeführt und eine entsprechende Anzahl räumlicher Ressourcen bereitgestellt werden muss. Bei Einzel-Assessments entfallen zu Gunsten der Teilnehmerakzeptanz die bei Gruppen-Assessments üblichen Wartezeiten für Teilnehmer.

- Datenschutz: Einzel-Assessments sind hinsichtlich ihrer Prognosekraft ökonomisch, verglichen mit klassischen Assessment-Centern. Dies bemisst sich an der Validität, die aussagt, inwieweit ein Verfahren misst, was es messen soll[4], sodass man darunter auch die Angemessenheit von Schlüssen versteht, die aus den Ergebnissen gezogen werden können[5]. In diesem Kontext bedeutet das, im Sinne der Prognose künftigen beruflichen Erfolgs tatsächlich berufsrelevante Einschätzungen machen zu können.  Die Validität und Aussagekraft eines Einzel-Assessments ist höher als von klassischen Assessment Centern[6]. Dadurch ist die „Erforderlichkeit der Datenerhebung“ nach §32 I des Bundesdatenschutzgesetzes (BDSG) in Gruppen-Assessments nicht mehr vollständig gegeben und der Einzeldiagnostik der Vorzug zu geben[7]. Auch können Gruppen-Assessments in die Persönlichkeitsrechte der Teilnehmer eingreifen[7], denn bei Gruppenaufgaben erhalten auch die anderen Kandidaten, welche evtl. Arbeitskollegen sein könnten, Information über den Teilnehmer – alleine die transparente Information über die Teilnahme an einer Diagnostik kann das Recht auf informationelle Selbstbestimmung verletzen. Einzel-Assessments haben also neben diagnostischen Vorteilen auch datenschutzrechtliche Vorteile gegenüber klassischen Assessment-Centern. Deshalb werden Einzel-Assessments in neuerer Zeit vermehrt durchgeführt[8] und es ist zu erwarten, dass die Zahl der Einzel-Assessments als Mittel der Personaldiagnostik zunehmen wird.